# Sofia Kenin
Sofia Anna "Sonya" Kenin (/ˈsoʊniə ˈkɛnɪn/, sinh ngày 14 tháng 11 năm 1998) là một nữ vận động viên quần vợt chuyên nghiệp người Mỹ. Cô có thứ hạng tại Hiệp hội quần vợt nữ (WTA) thứ 7 trên thế giới. Cô là nhà đương kim vô địch của giải Quần vợt Úc Mở rộng 2020 và là tay vợt người Mỹ trẻ nhất giành được danh hiệu đơn nữ Grand Slam kể từ Serena Williams vào năm 2002. Kenin đã giành được bốn danh hiệu đơn và hai danh hiệu đôi tại WTA Tour. Cô cũng được vinh danh là Tay vợt tiến bộ nhất năm của WTA vào năm 2019, khiến cô trở thành người Mỹ đầu tiên giành được giải thưởng này kể từ Serena Williams năm 1999.
Kenin là một thần đồng có khả năng thu hút sự chú ý của huấn luyện viên kỳ cựu Rick Macci khi chỉ mới 5 tuổi. Được huấn luyện chủ yếu bởi cha cô, Kenin đã trở thành một tay vợt trẻ đầy triển vọng, đạt vị trí thứ 2 trên thế giới sau khi giành được Orange Cup ở tuổi 16 và hoàn thành vị trí á quân tại sự kiện đơn nữ Mỹ mở rộng 2015 vào năm sau. Cô cũng đã chiến thắng Giải vô địch quốc gia nữ 18s USTA trong mùa hè đó. Trong chuyến du đấu chuyên nghiệp đó, Kenin đã xuất hiện lần đầu tiên trong top 100 trên bảng xếp hạng WTA năm 2018 khi còn là một thiếu niên. Cô đã tiến đến 4 trận chung kết đơn WTA vào năm 2019 và ba trong số đó cô đã giành chiến thắng. Cô cũng giành được hai danh hiệu ở nội dung đôi nữ, bao gồm giải Trung Quốc mở rộng với Bethanie Mattek-Sands, đây là một sự kiện bắt buộc của sự kiện Premier Mandatory.
Kenin đã bứt phá vào năm 2020, khi cô vô địch giải Úc mở rộng. Trên đường tiến đến giải vô địch, cô đã đánh bại Coco Gauff, với lợi thế chủ nhà, và tay vợt số 1 thế giới Ashleigh Barty, cũng như nhà vô địch giải đấu Grand Slam hai lần Garbiñe Muguruza. Trước khi giành chiến thắng tại Úc mở rộng 2020, kết quả tốt nhất của cô tại một giải đấu Grand Slam tính đến năm 2019 là tại giải Pháp mở rộng, nơi cô đã đánh bại Serena Williams và lọt vào vòng bốn.

## Sự nghiệp trẻ

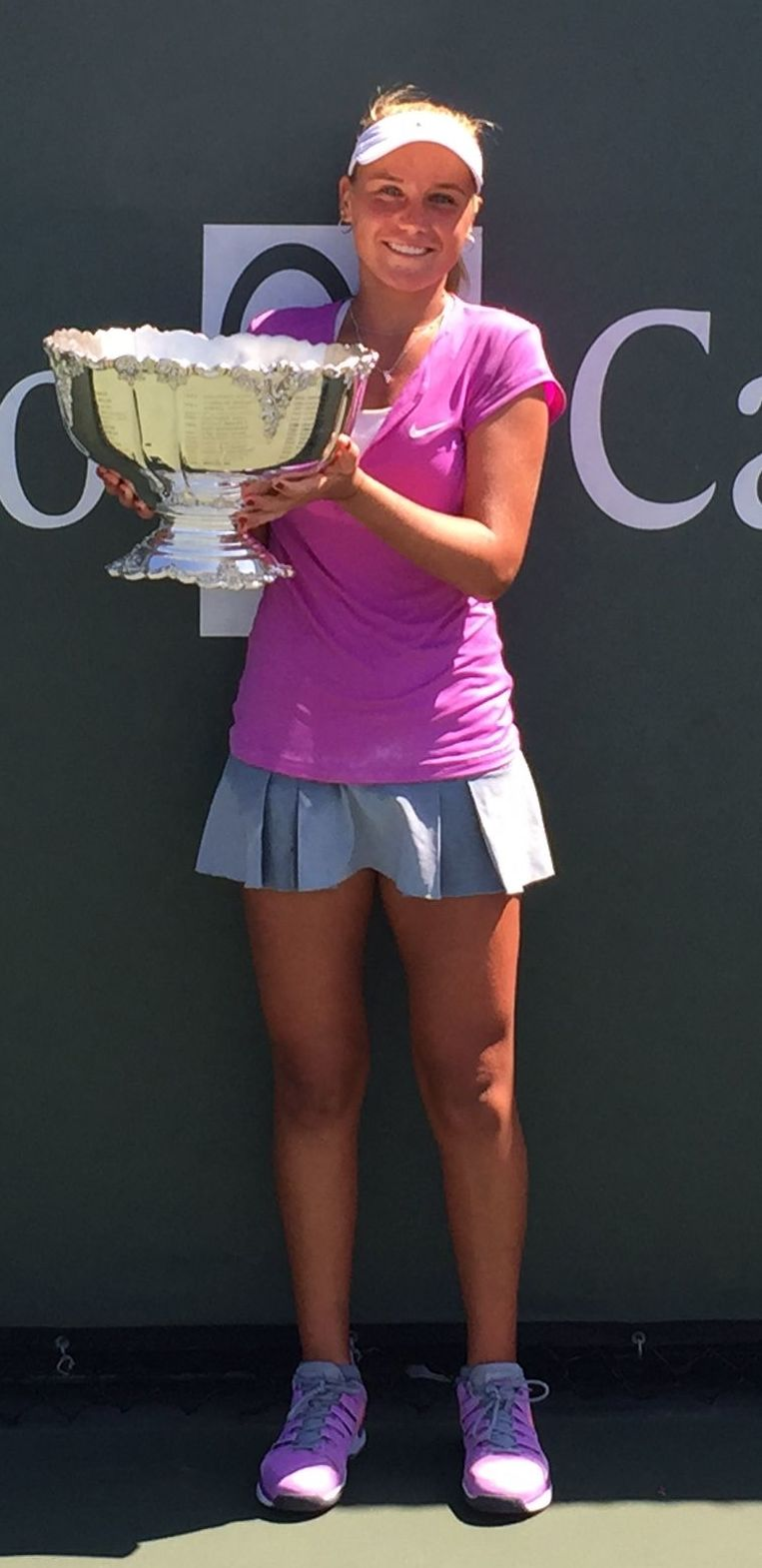
Kenin với chiếc cúp vô địch quốc gia dành cho nữ 18 tuổi của USTA.

Kenin đã đạt một thứ hạng cao trong sự nghiệp, đứng thứ 2 trên bảng xếp hạng của ITF. Cô bắt đầu chơi trong các sự kiện cấp thấp Cấp độ 4 tại ITF Junior Circuit vào năm 2012, khi mới 13 tuổi. Sau khi giành được danh hiệu đầu tiên của mình ở cả nội dung đơn và đôi năm 2013, cô đã tiến lên Cấp độ 1. Đến cuối năm, cô xuất hiện lần đầu tiên ở hạng A tại giải Orange Bowl, lọt vào bán kết ở nội dung đơn và kết thúc bằng giải nhì trước Kaitlyn McCarthy cho Tornado Alicia Black và Naiktha Bains. Kenin ra mắt giải trẻ Grand Slam của mình vào năm 2014, nhưng chỉ giành được một trận thắng trong các trận đấu đơn khi chơi trong ba sự kiện sau của năm. Sau Mỹ mở rộng, Kenin đại diện cho Hoa Kỳ tại Junior Fed Cup cùng với CiCi Bellis và Black. Đội đã thắng giải đấu này, càn quét Slovakia 3-0 trong trận chung kết. Kenin đã bất bại trong năm trận đấu của mình, tất cả đều tăng gấp đôi so với trước đó. Bước đột phá tiếp theo của cô xảy đến vào cuối năm, khi cô giành được Orange Bowl, đánh bại Bellis và Ingrid Neel tại hai vòng cuối cùng.

## Sự nghiệp chuyên nghiệp

### Năm 2020: Vô địch Úc mở rộng
Kenin đã mở đầu mùa giải mới bằng cách chơi tại các sự kiện cấp độ ngoại hạng ở Brisbane và Adelaide, lọt vào vòng thứ hai của cả hai giải đấu tới Osaka và đồng hương Danielle Collins. Cô cũng chơi ở nội dung đôi với Mattek-Sands ở Adelaide, nhưng cặp đôi đã tiến vào bán kết trước các nhà vô địch gần đây nhất Nicole Melichar và Xu Yifan. Đạt được vị trí hạt giống thứ 14 tại Úc Mở rộng, Kenin đã giành được những chiến thắng liên tiếp trước Martina Trevisan và người đồng hương Ann Li để lần đầu tiên lọt vào vòng ba. Sau đó, cô đã vượt qua double-break lần đầu tiên và đánh bại người lọt vào tứ kết năm 2016, Zhang Shuai để tiến vào vòng thứ tư, nơi cô đã đánh bại Coco Gauff để vào tứ kết. Kenin tiếp tục đánh bại Ons Jabeur trong các set đấu thẳng, tiến tới trận bán kết đầu tiên của mình tại một giải vô địch Grand Slam. Sau đó, cô đã đánh bại hạt giống hàng đầu Ashleigh Barty tại trận bán kết trong các set đấu thẳng để lọt vào trận chung kết, tại đây cô đã đánh bại Garbiñe Muguruza trong ba set và giành chiếc cúp vô địch.

## Thống kê sự nghiệp

### Chung kết các giải đấu Grand Slam

#### Nội dung đơn nữ: 1
| Kết quả     | Năm  | Giải đấu   | Bề mặt | Đối thủ          | Điểm          |
| ----------- | ---- | ---------- | ------ | ---------------- | ------------- |
| Chiến thắng | 2020 | Úc mở rộng | Cứng   | Garbiñe Muguruza | 4-6, 6-2, 6-2 |

### Mốc thời gian biểu diễn giải đấu Grand Slam
| VĐ | CK | BK | TK | V# | RR | Q# | A |  | Z# | PO | G | F-S | SF-B | NMS | NH |

#### Nội dung đơn
| Úc mở rộng         | A   | A   | A   | 1R | 2R  | W   | 1/3                        | 8-2                        | 80%                        |
| Pháp mở cửa        | A   | A   | A   | 1R | 4R  |     | 0/2                        | 3-2                        | 60%                        |
| Wimbledon          | A   | A   | Q1  | 2R | 2R  |     | 0/2                        | 2-2                        | 50%                        |
| Giải Mỹ mở rộng    | 1R  | 1R  | 3R  | 3R | 3R  |     | 0/5                        | 6-5                        | 55%                        |
| Thắng thua         | 0-1 | 0-1 | 2-1 | 3  | 7-4 | 7-0 | 1/12                       | 19-11                      | 63%                        |
| Thống kê sự nghiệp |     |     |     |    |     |     |                            |                            |                            |
| Tiêu đề            | 0   | 0   | 0   | 0  | 3   | 1   | Tổng số trong sự nghiệp: 4 | Tổng số trong sự nghiệp: 4 | Tổng số trong sự nghiệp: 4 |
| Chung kết          | 0   | 0   | 0   | 0  | 4   | 1   | Tổng số trong sự nghiệp: 5 | Tổng số trong sự nghiệp: 5 | Tổng số trong sự nghiệp: 5 |
| Xếp hạng cuối năm  | 620 | 212 | 108 | 52 | 14  |     | $ 2.959.382                | $ 2.959.382                | $ 2.959.382                |

#### Nội dung đôi
| Úc mở rộng         | Một | 1R  | 3R  | 0/2                        | 2-2                        | 50%                        |
| Pháp mở cửa        | Một | 2R  |     | 0/1                        | 1-1                        | 50%                        |
| Wimbledon          | 2R  | 1R  |     | 0/2                        | 1-2                        | 33%                        |
| Giải Mỹ mở rộng    | 1R  | 1R  |     | 0/2                        | 0-2                        | 0%                         |
| Thắng thua         | 1-2 | 1-4 | 2-1 | 0/7                        | 4-7                        | 36%                        |
| Thống kê sự nghiệp |     |     |     |                            |                            |                            |
| Tiêu đề            | 0   | 2   | 0   | Tổng số trong sự nghiệp: 2 | Tổng số trong sự nghiệp: 2 | Tổng số trong sự nghiệp: 2 |
| Chung kết          | 0   | 2   | 0   | Tổng số trong sự nghiệp: 2 | Tổng số trong sự nghiệp: 2 | Tổng số trong sự nghiệp: 2 |
| Xếp hạng cuối năm  | 138 | 39  |     |                            |                            |                            |